# Perioadă sinodică
Perioada sinodică a unui corp ceresc este perioada după care corpul ceresc respectiv ajunge din nou în aceeași poziție aparentă față de steaua în jurul căreia se rotește. Mai exact, diferența dintre longitudinea ecliptică a corpului și longitudinea ecliptică a stelei revine la aceeași valoare.
Pentru o planetă, precum și pentru Lună, perioada sinodică este {\displaystyle P_{\mathrm {sinodic} }={\frac {1}{\left|{\frac {1}{P_{\mathrm {sideral} }}}-{\frac {1}{P_{\mathrm {Pamant} }}}\right|}}},
unde {\displaystyle P_{\mathrm {sideral} }} este perioada siderală a planetei sau a Lunii, iar {\displaystyle P_{\mathrm {Pamant} }} este durata anului sideral.

## Luna
Perioada sinodică a Lunii coincide cu periodicitatea fazelor Lunii, adică timpul scurs între două momente cu Lună nouă consecutive, sau între două momente cu Lună plină consecutive. Perioada sinodică a Lunii este de 29,530 588 de zile.

## Exemple
| Obiect        | Perioada siderală (ani tereștri) | Perioada sinodică | Perioada sinodică |
| Obiect        | Perioada siderală (ani tereștri) | (ani)             | (zile)            |
| ------------- | -------------------------------- | ----------------- | ----------------- |
| Mercur        | 0,240846 (87,9691 zile)          | 0,317             | 115,88            |
| Venus         | 0,615 (225 zile)                 | 1,599             | 583,9             |
| Pământ        | 1 (365,25636 zile)               | —                 | —                 |
| Marte         | 1,881                            | 2,135             | 779,9             |
| Jupiter       | 11,86                            | 1,092             | 398,9             |
| Saturn        | 29,46                            | 1,035             | 378,1             |
| Uranus        | 84,01                            | 1,012             | 369,7             |
| Neptun        | 164,8                            | 1,006             | 367,5             |
| 134340 Pluto  | 248,1                            | 1,004             | 366,7             |
| Luna          | 0,0748 (27,32 zile)              | 0,0809            | 29,5306           |
| 99942 Apophis | 0,886                            | 7,769             | 2837,6            |
| 4 Vesta       | 3,629                            | 1,380             | 504,0             |
| 1 Ceres       | 4,600                            | 1,278             | 466,7             |
| 10 Hygiea     | 5,557                            | 1,219             | 445,4             |
| 2060 Chiron   | 50,42                            | 1,020             | 372,6             |
| 50000 Quaoar  | 287,5                            | 1,003             | 366,5             |
| 136199 Eris   | 557                              | 1,002             | 365,9             |